# Villa Kullaberg
 Der er for få eller ingen kildehenvisninger i denne artikel, hvilket er et problem. Du kan hjælpe ved at angive troværdige kilder til de påstande, som fremføres i artiklen.

Villa Kullaberg er en Strandvejsvilla i Tibberup.
Villaen, der er opført i 1919 har fået sit navn da den oprindelige bygherre, Isak Siesby, mødte sin elskede på et lille hotel på Kullaberg (Kullen) i Sverige – og som en kærlighedserklæring til hende navngav han dette sted Kullaberg som et evigt minde om deres første møde.
I 1956 blev ejendommen overtaget af Rebekka Ordenen. Den dannede i over 30 år rammen om mange søstres ophold i kortere eller længere perioder. Herefter blev villaen overtaget af IKEA, som i en årrække havde hovedkvarter på Kullaberg. 
Villa Kullaberg ligger i Tibberup ved Humlebæk, 7 km syd for Helsingør og 30 km til København. 
Villa Kullaberg er beliggende på en bakkegrund, med udsigt over Øresund, den lille Ø Hven, og i klart vejr udsigt over Øresundsbroen. 